# Крістер Валлін
Крістер Валлін  (швед. Christer Wallin, 17 червня 1969) — шведський плавець, олімпійський медаліст.

## Виступи на Олімпіадах
| Олімпіада      | Дисципліна                            | Місце |
| -------------- | ------------------------------------- | ----- |
| Сеул 1988      | естафета 4 × 200 вільним стилем       | 6     |
| Сеул 1988      | плавання на 200 метрів, батерфляй     | =26   |
| Барселона 1992 | плавання на 400 метрів вільним стилем | 36    |
| Барселона 1992 | естафета 4 × 200 вільним стилем       | 2     |
| Атланта 1996   | естафета 4 × 100 вільним стилем       | 7     |
| Атланта 1996   | естафета 4 × 200 вільним стилем       | 2     |